# 해방전함

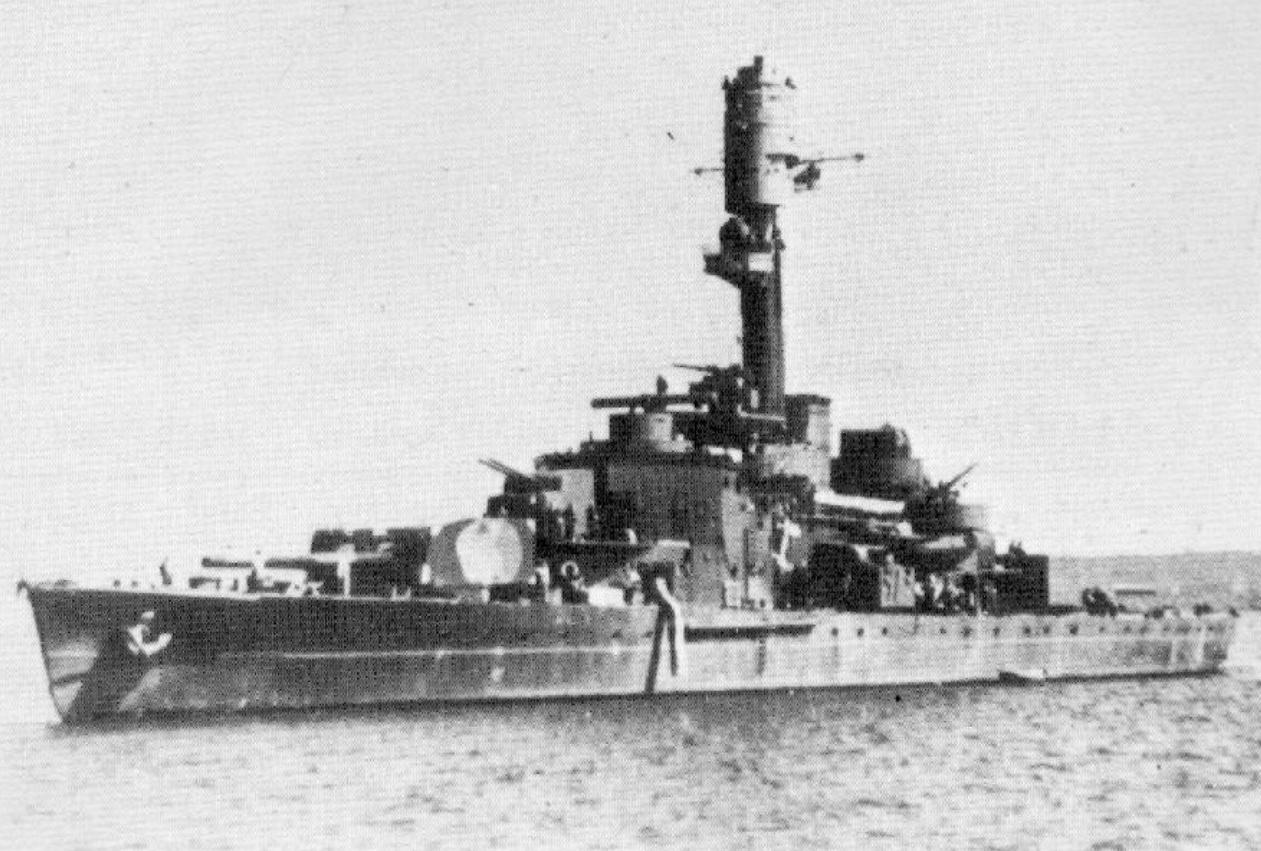
최후로 건조된 해방전함 중 하나인 핀란드 해군의 해방함 배이내뫼이넨.

해방전함(海防戦艦, Coastal defence ship)은 자국의 해안선을 지키는 것을 주목적으로 비교적 소형 선체에 대구경포를 탑재하고, 장갑을 가진 전함이다. 배수량 2000-9000톤의 순양함 수준의 크기면서 8인치 -11인치 정도의 준전함이라고 부를 수 있는 크기의 주포를 소수 장착하고 있다. 자국 연안에서의 활동을 상정하여, 흘수가 얕고, 항속 거리는 짧은 것이 일반적이다. ‘장갑해방전함’과 ‘장갑함’, ‘장갑감시선’ 등으로도 불린다. 모니터함으로 분류되는 것 중에도 실질적으로 해방전함으로서의 특징을 가지고 있는 것이 있다.
본격적인 전함을 가질 수 없는 소국이 해군력의 핵심이었으며, 대국에서도 주력함을 사용하지도 않는 평시에 건축한 예가 있었다. 제2차 세계 대전에 전함이 주력함로서의 자리를 물러난 것과 마찬가지로, 현재는 보유하고 있는 나라는 없다.

## 해방 전함 목록
- 러시아 해군
  - 아드미랄 우샤코프급
- 프랑스 해군
  - 테리블급
  - 제마페급
  - 부비네급
  - 앙리4세
- 네덜란드 해군
  - 코닌긴레겐테스급
  - 헤루토구 헨드릭
  - 마르텐하뻬루손트롱프
  - 드제붼프로빈쉔
- 오스트리아 - 헝가리 제국 해군
  - 모나루히급 (해방전함이 아닌 전함이 되는 경우도 있다)
- 스웨덴 해군
  - 앨런급
  - 오스카2세
  - 스베리예급
- 덴마크 해군
  - 스쿄루
  - 헤를루프 트롤급
  - 닐스 유엘
- 노르웨이 해군
  - 하랄홀파그레급
  - 노르게급
  - 니다로스급
- 핀란드 해군
  - 배이내뫼이넨급
- 그리스 해군
  - 이도급
- 아르헨티나 해군
  - 인디펜덴시아급
- 태국 해군
  - 톤부리급